# Richard Garcia
Richard Garcia (Perth, 4 de setembro de 1981) é um futebolista australiano que atua como atacante. Atualmente, defende o Perth Glory.

## Títulos

### Clube
Colchester United
- Football League One Vice-campeão: 2005–06

Hull City
- Football League Championship Vencedor do play-off:2007–08